# チオケテン
チオケテン(Thioketene)は、ケテンのアナログである有機硫黄化合物であり、R2C=C=S（Rはアルキル基またはアリル基）の化学式を持つ。チオケテンのうち最も単純なCH2=C=Sの化学式を持つ化合物もチオケテンと呼ばれる。チオケテンは反応性を持ち、重合しやすい。ある種のチオケテンは、1,2,3-チアジアゾールの熱分解の遷移物質としても生成される。
ビス(トリフルオロメチル)チオケテン((CF3)2C=C=S)は、珍しい安定なチオケテンの例である。また、亜硫化炭素(S=C=C=C=S)も安定なチオケテンである。